# Chronologie du conflit israélo-arabe
Le conflit israélo-arabe fait référence au conflit qui oppose les Israéliens à différents pays arabes au Moyen-Orient. Par extension, il fait référence au conflit israélo-palestinien, étant donné qu'Israéliens et Palestiniens en sont les principaux protagonistes. Historiquement, le conflit prend racine bien avant la fondation de l'état d'Israël et remonte à la confrontation entre les nationalismes sioniste et arabe dans la région de Palestine au début du XIXe siècle.

## Conflit arabo-sioniste
- 1915 - Promesses de McMahon au Chérif Hussein
- 1916 - Accord Sykes-Picot
- 1917 - Déclaration Balfour
- 1919 - Conférence de Versailles
- 1919 - Accord Fayçal-Weizmann
- 1920 - Émeutes de Jérusalem
- 1920 - Conférence de San Remo
- 1921 - Émeutes de Jaffa
- 1929 - Pogrom d'Hébron
- 1936-39 - Grande Révolte arabe en Palestine
- 1947-48 - Guerre civile de 1947-1948 en Palestine mandataire

## Conflit israélo-arabe

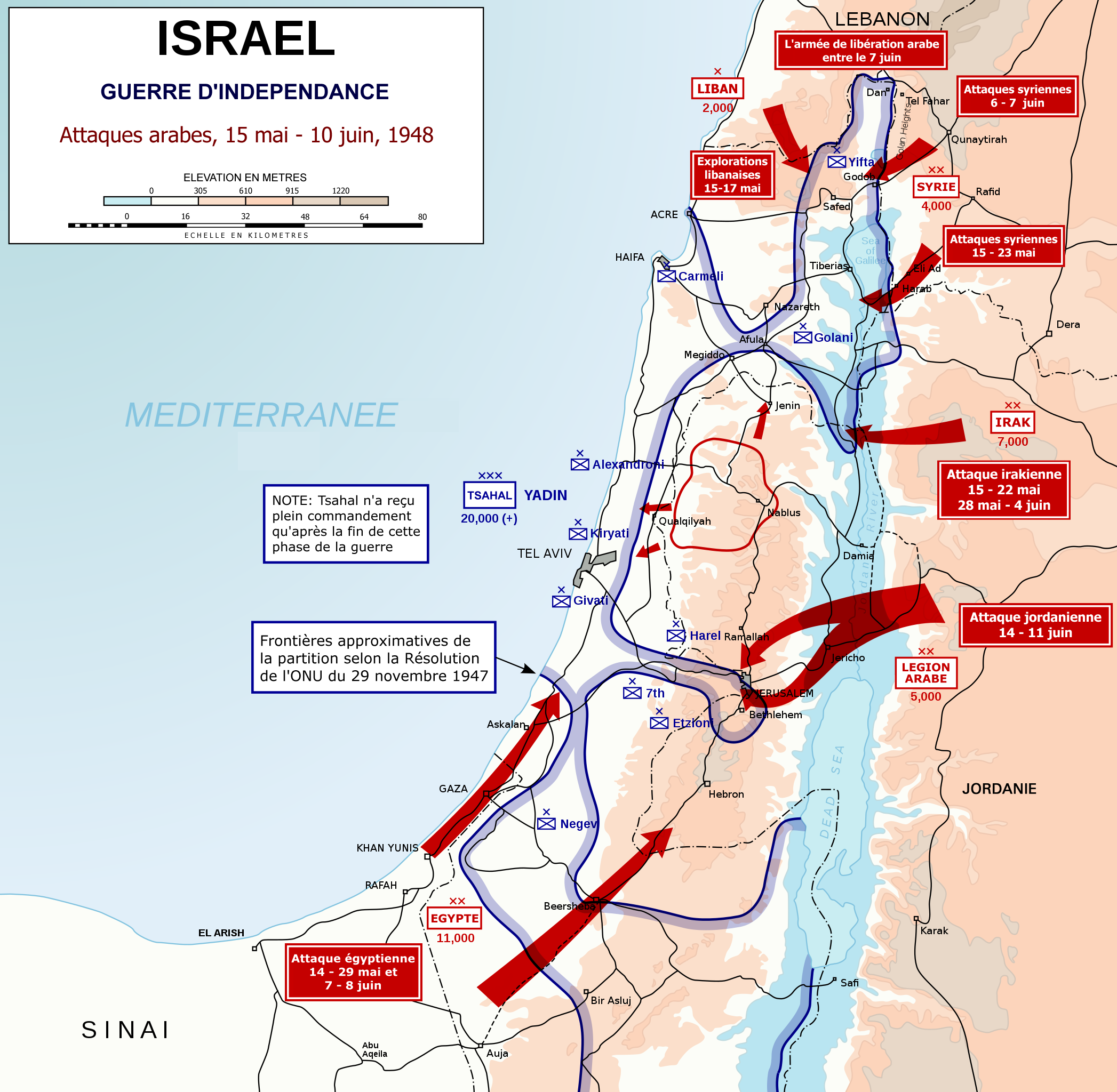
Carte des opérations militaires du 15 mai au 10 juin 1948 durant la Guerre d'indépendance israélienne (symboles de l'OTAN, APP-6A)

- 1948-1949 : Guerre israélo-arabe de 1948-1949
- 1949 : Accords d'armistice israélo-arabes de 1949
- 1949-1956 : Guerre des frontières d'Israël
- 1956 : Crise du canal de Suez
- 1967 : Guerre des Six Jours et Guerre d'usure dans le conflit israélo-arabe
- 1973 : Guerre du Kippour
- 1978 : Accords de Camp David et Opération Litani
- 1982 : Guerre du Liban et Intervention militaire israélienne au Liban de 1982
- 1987 : Première intifada
- 1991 : Conférence de Madrid de 1991
- 1993 : Accords d'Oslo
- 1995 : Accord intérimaire sur la Cisjordanie et la bande de Gaza
- 1997 : Protocole d'Hébron
- 1998 : Accords de Wye Plantation
- 1999 : Mémorandum de Charm el-Cheikh
- 2000 : Retrait israélien unilatéral du Liban du Sud, Sommet de Camp David II et Seconde intifada
- 2001 : Sommet de Taba
- 2003 : Feuille de route pour la paix et Initiative de Genève
- 2004 : Opération Arc-en-ciel menée par Israël sur la Bande de Gaza et Opération Jours de pénitence menée par Israël sur la Bande de Gaza
- 2005 : Application du Plan de désengagement des territoires occupés
- 2006 : Opération Pluies d'été sur la bande de Gaza et Conflit israélo-libanais de 2006
- 2007 : Conférence d'Annapolis et Blocus de la bande de Gaza
- 2008 : Guerre de Gaza de 2008-2009
- 2010 : Abordage de la flottille pour Gaza
- 2011 : Confrontation israélo-palestinienne de 2011 dans la bande de Gaza et au sud d'Israël
- 2012 : Guerre de Gaza de 2012, Confrontation entre Israël et la bande de Gaza en 2012 dans la bande de Gaza et au sud d'Israël et Attaque contre un poste-frontière entre l'Égypte et Israël en 2012
- 2014 : Guerre de Gaza de 2014 (du 8 juillet au 26 août 2014) et Bataille de Shuja'iyya
- 2015-2017 : Vague de violence israélo-palestinienne de l'automne 2015 au 6 décembre 2017
- 2021 : Crise israélo-palestinienne de 2021
- 2023-2024 : Opération Déluge d'al-Aqsa